# ЦФЛ
Канадска фудбалска лига (енгл. Canadian Football League, фр. Ligue canadienne de football), позната по свом акрониму ЦФЛ (од енгл. CFO), је професионална лига канадског фудбала. Формирана 1958. године, броји девет тимова који се такмиче унутар две географски подељене дивизије: Источну и Западну.
Сезона обично почиње крајем јуна и траје све до краја новембра када се завршава традиционалним финалом под називом Греј куп.

## Тимови
Дивизије су географски подељене. Источну дивизију сачињавају 4, док Западну чине 5 тимова. Након одиграних 18 кола најбољих 6 екипа се пласира у плеј-оф, при чему победници дивизија се аутоматски квалификују у дивизијска финала, док остале четири екипе играју полуфинала. Најбољи из ових мечева стичу право учешћа у финалу које носи име Греј куп.
| Дивизија Исток                                                            | Дивизија Запад                                                                                |
| ------------------------------------------------------------------------- | --------------------------------------------------------------------------------------------- |
| Хамилтон тајгер-кетси Монтреал елуетси Отава редблекси Торонто аргонаутси | БЦ лајонси Калгари стампердерси Едмонтон ескимоси Саскечеван рафрејдерси Винипег блу бомберси |